# Stoutland
Stoutland és una població dels Estats Units a l'estat de Missouri. Segons el cens del 2000 tenia 177 habitants.

## Demografia
Segons el cens del 2000, Stoutland tenia 177 habitants, 81 habitatges, i 52 famílies. La densitat de població era de 113,9 habitants per km².
Dels 81 habitatges en un 24,7% hi vivien nens de menys de 18 anys, en un 49,4% hi vivien parelles casades, en un 11,1% dones solteres, i en un 35,8% no eren unitats familiars. En el 34,6% dels habitatges hi vivien persones soles el 8,6% de les quals corresponia a persones de 65 anys o més que vivien soles. El nombre mitjà de persones vivint en cada habitatge era de 2,19 i el nombre mitjà de persones que vivien en cada família era de 2,81.
Per edats la població es repartia de la següent manera: un 20,9% tenia menys de 18 anys, un 5,6% entre 18 i 24, un 29,4% entre 25 i 44, un 23,7% de 45 a 60 i un 20,3% 65 anys o més.
L'edat mediana era de 40 anys. Per cada 100 dones de 18 o més anys hi havia 84,2 homes.
La renda mediana per habitatge era de 31.250 $ i la renda mediana per família de 41.875 $. Els homes tenien una renda mediana de 30.500 $ mentre que les dones 28.214 $. La renda per capita de la població era de 15.476 $. Entorn del 5,1% de les famílies i el 5,5% de la població estaven per davall del llindar de pobresa.

## Poblacions més properes
El següent diagrama mostra les poblacions més properes.